# Комісія із захисту морського середовища Балтійського моря
Комісія із захисту морського середовища Балтійського моря або Гельсінська комісія — ГЕЛКОМ (HELCOM — Baltic marine environment protection commission, Helsinki Commission) — міжурядова комісія, відповідальна за дотримання Гельсінської конвенції та сталий розвиток екологічної системи Балтійського моря.

## Історія створення
У 1974 році проблема забруднення Балтійського моря постала дуже гостро, тому країни, які мали вихід до моря підписали Конвенцію з захисту морського середовища району Балтійського моря, а в 1977 році утворили керівний орган Конвенції — Комісію з захисту морського середовища Балтійського моря або Гельсінську комісію.
У 1992 р. на геополітичному просторі відбувалися зміни, як наслідок, міжнародне екологічне та морське право теж зазнало змін. Виникла необхідність підписання нової Конвенції про захист морського середовища, морського дна та басейнів річок району Балтійського моря. Підписали Конвенцію усі країни, які мали вихід до Балтійського моря: Данія, Латвія, Литва, Естонія, Німеччина, Польща, Фінляндія, Швеція, Росія. І, відповідно, набули членства в Гельсінській комісії.
Комісія з захисту морського середовища Балтійського моря сприяє збереженню, поліпшенню стану екології довкілля та біосистеми Балтійського моря для того, щоб забезпечити безпечні умови для життєдіяльності людини та тварин, надати допомогу країнам-учасницям у соціально-економічному розвитку.

## Діяльність
ГЕЛКОМ зосереджується на багатьох напрямках роботи, серед них:

### Морське сміття
Відповідно до Міжнародної конвенції по запобіганню забрудненню з суден 1973 року, територія Балтійського моря відноситься до особливих районів, де суворо обмежуються зливи нафти та нафтовмісних сполук, скидання баластних вод з пасажирських суден.
Проблема морського сміття набуває загрозливих масштабів, бо негативно впливає на здоров'я людей, стан довкілля, призводить до погіршення умов життя морських тварин.

### Ліквідування виливів
Починаючи з 1980 року, щороку проводиться спільні регіональні тренінги BALEX DELTA, які спрямовані на: підвищення злагодженості дій, оперативне реагування під час виникнення великих аварій, підтвердження вміння проводити великомасштабні ліквідаційні операції з виливів у Балтійському морі кожним учасником ГЕЛКОМ

### Морські райони, які перебувають під охороною
Зусиллями ГЕЛКОМ створено 174 морських районів, які перебувають під охороною і охоплюють загальну площу 53 642 км² включно з узбережними та морськими районами. 
Плани управління для таких районів спрямовані на врегулювання або компенсування шкідливих наслідків діяльності людини за допомогою різноманітних засобів, наприклад: обмеження робіт протягом останнього часу, заборона деяких видів діяльності для повного поновлення деградованих територій, розробка та реалізація екологічних проектів.

## Члени
Членами Гельсінської комісії є 9 країн: Данія, Латвія, Литва, Естонія, Німеччина, Польща, Фінляндія, Швеція, Росія.
Україна має статус наглядача під час проведення засідань Комісії.
За наданням статусу наглядача до Комісії можуть звернутися міжнародні та міжурядові організації. Держави, які не є членами ГЕЛКОМ можуть бути запрошені Комісією для участі в її засіданнях.